# Liberia na Letnich Igrzyskach Olimpijskich 2024
Liberia na Letnich Igrzyskach Olimpijskich 2024 – występ kadry sportowców reprezentujących Liberię na igrzyskach olimpijskich, które odbyły się w Paryżu we Francji, w dniach 26 lipca – 11 sierpnia 2024.
Reprezentacja Liberii liczyła ośmioro zawodników – trzy kobiety i pięciu mężczyzn, którzy wystąpili w 1 dyscyplinie.
Był to czternasty start Liberii na letnich igrzyskach olimpijskich.

## Reprezentanci

### Lekkoatletyka
| Zawodnik                                                                      | Konkurencja                    | Runda 1 | Runda 1 | Runda 2 | Runda 2 | Półfinał | Półfinał | Finał | Finał   | Źródło |
| Zawodnik                                                                      | Konkurencja                    | Wynik   | Miejsce | Wynik   | Miejsce | Wynik    | Miejsce  | Wynik | Miejsce | Źródło |
| ----------------------------------------------------------------------------- | ------------------------------ | ------- | ------- | ------- | ------- | -------- | -------- | ----- | ------- | ------ |
| Thelma Davies                                                                 | bieg na 100 m (k)              | 12.05   | 69.     | NQ      | NQ      | NQ       | NQ       | NQ    | NQ      | [ 1 ]  |
| Joseph Fahnbulleh                                                             | bieg na 200 m (m)              | 20.20   | 8. Q    | —       | —       | 20.12    | 6. Q     | 20.15 | 7.      | [ 2 ]  |
| Emmanuel Matadi                                                               | bieg na 100 m (m)              | 10.08   | 21. q   | —       | —       | 10.18    | 26.      | NQ    | NQ      | [ 3 ]  |
| Ebony Morrison                                                                | bieg na 100 m przez płotki (k) | 12.93   | 23. R   | 12.82   | 2. Q    | DSQ      | DSQ      | NQ    | NQ      | [ 4 ]  |
| Destiny Smith-Barnett                                                         | bieg na 100 m (k)              | 11.99   | 66.     | NQ      | NQ      | NQ       | NQ       | NQ    | NQ      | [ 5 ]  |
| Joseph Fahnbulleh, Emmanuel Matadi, Jabez Reeves, John Sherman, Akeem Sirleaf | sztafeta 4 × 100 m (m)         | 38.97   | 15.     | —       | —       | —        | —        | NQ    | NQ      | [ 6 ]  |